# Krakauhintermühlen
Krakauhintermühlen är en ort i kommunen Krakau i distriktet Murau i förbundslandet Steiermark i Österrike. Krakauhintermühlen var tidigare en självständig kommun, men blev den 1 januari 2015 en del av den nybildade kommunen Krakau.